# Cuphea schwackei
Cuphea schwackei är en fackelblomsväxtart som beskrevs av Emil Bernhard Koehne och Schwacke. Cuphea schwackei ingår i släktet blossblommor, och familjen fackelblomsväxter. Inga underarter finns listade i Catalogue of Life.